# Ardian
Ardian, albanskt mansnamn, (inte att förväxla med namnet Adrian), efter den illyriska folkstammen Ardiaei. Namnet på folkstammen tros komma från det latinska ordet ardea, som betyder häger.
190 män har Ardian som tilltalsnamn i Sverige (enligt en sökning år 2020).